# 郑邦任
郑邦任（1850年—1926年），字熙绍，号莘吾。广东潮阳县沙陇（今属汕头市潮南区陇田镇）人，藏书家，教育家。
清光绪九年（1883年）登进士，同年五月，改翰林院庶吉士，光緒十二年四月，散館，俱著以部属用，任兵部候补主事。光绪二十四年（1898年）辞官返乡，建“高华”府第，正座官厅匾书“太史第”，俗称“南园”，又建“惜兰香馆”书房藏书。光绪三十一年（1905年），光绪帝废科举改办学堂。郑邦任就在家乡倡办“履新学校”。光绪三十三年（1907年）又与乡人清朝末科进士出身的范家驹等人创办六都高等小学堂。